# アンドロニコス3世パレオロゴス
アンドロニコス3世パレオロゴス（ギリシア語：Ανδρόνικος Γ' Παλαιολόγος （Andronikos III Palaiologos）、1297年3月25日 - 1341年6月15日）は、東ローマ帝国パレオロゴス王朝の第4代皇帝（在位：1328年5月24日 - 1341年6月15日）。同王朝第2代皇帝アンドロニコス2世パレオロゴスの孫で、同・第3代（共同）皇帝ミカエル9世パレオロゴスと皇后マリアの子。同名の祖父との区別で「少帝（Νέος）」と呼ばれることもある。

## 生涯
1313年頃には父ミカエル9世に続いて祖父アンドロニコス2世の共同皇帝・帝位継承者に引き上げられる。しかし帝位継承者に相応しくない品行の悪さ故に祖父からは次第に遠ざけられていった。祖父は彼の帝位継承権を剥奪し、代わってミカエル9世の弟コンスタンティノス専制公と、その非嫡出子ミカエル・カタロス（中世ギリシア語読みでミハイル・カサロス）を後継者に推した。
これに対してアンドロニコス3世は、1321年に同世代の友人ヨハネス・カンタクゼノスやシュルギアンネス、テオドロス・シュナデノスらと結び、公然と祖父に反旗を翻し、ここに七年間にわたる内乱が開始された。アンドロニコス3世は減税などの無計画な人気取り政策を打ち出して民衆の支持を獲得し、数度の和平協定と再戦の末、1328年に祖父を退位に追い込むことに成功した。アンドロニコス2世は修道士アントニオスとなり、首都の隠退先で1332年に死去した。
野心を実現させたアンドロニコス3世にはいくつかの問題が迫っていた。最も火急の件は内乱中に小アジアで勢力を拡大したオスマン帝国の問題で、アンドロニコスは1329年カンタクゼノスと共に遠征を行った。ニカイア近辺のフィロクレネー・ペレカノンの会戦でオスマン君主オルハンに挑戦したが、負傷したため退却を余儀なくされた。この結果、小アジアの帝国領はオスマン帝国の手に落ちることが確実になった。
小アジアを諦めたアンドロニコスは関心をバルカン半島に向けた。当時勢力を拡大していたセルビアが、カンタクゼノスとの政争に敗れて亡命していたシュルギアンネスを擁して帝国西部の征服に乗り出していたが、アンドロニコスは刺客を放ってシュルギアンネスを暗殺し（1334年）事態を収拾した。続いて、混乱で衰えたエピロス専制侯国の併合に乗り出し、カンタクゼノスとシュナデノスらの協力によりこれを成功させた。1340年には完全にエピロスが帝国領に併合され、1204年以来続いていた東ローマ勢力の分断に一応の終止符が打たれた。
アンドロニコスの後継者問題は、彼の父ミカエル9世譲りの病弱さと関連して問題視されていた。最初の結婚（1317年）はドイツの地方領主ハインリヒ1世・フォン・ブラウンシュヴァイク＝グルベンハーゲンの娘アーデルハイト＝エイレーネーで、息子も間もなく生まれたが夭折し、エイレーネー自身も1324年に死去した。
1326年には南フランス・サヴォイア伯アメデーオ5世の娘ジョヴァンナ（ギリシャ名アンナ）と結婚するが、息子が生まれるよりも早くアンドロニコスが危篤状態に陥るほどの重病に陥ったため、宮廷では誰を後継者にするかが何度も論じられた。後に皇帝を宣言するカンタクゼノスも、この時に国政の全権を委ねられたことを一つの根拠としていた。事態は、アンドロニコスが奇跡的に回復し、1332年に待望の長男ヨハネスが生まれた事で一応の解決を見た。さらにその後、次子ミカエルと娘が生まれた。しかし、アンドロニコスは息子が無事に成長するのを見届けることなく1341年に45歳で死去した。アンドロニコスの死は帝国を揺るがす動乱の始まりを告げたが、その種は自身の存命中に既に蒔かれていたのである。

## 評価
アンドロニコスの統治者としての評価については無能、あるいは逆に有能と、大きく異なる見解が存在している。彼は祖父アンドロニコス2世同様に高い知性を備えていたと考えられている。しかし、一方では怠惰で気まぐれな上、猜疑心の強い性格がその能力を国政に生かす事を妨げていたようである。彼の性格描写について諸史料の記述は一致せず、東ローマ帝国史の中でも最も謎めいた人格の持ち主の一人と言って良いだろう。ムスリムの旅行家であるイブン・バットゥータも、コンスタンティノポリスにてアンドロニコス3世に謁見したと語っている。

## 家族
1317年にブラウンシュヴァイク＝グルベンハーゲン公ハインリヒ1世の娘アーデルハイト（エイレーネー）(Adelheid, Ειρήνη, 1293年 - 1324年8月16日)と結婚し、1男を儲けたが早世した。
- 息子（名不明, 1321年6月 - 1322年2月）

1326年にサヴォイア伯アメデーオ5世の娘ジョヴァンナ（アンナ・パレオロギナ, Άννα Παλαιολογίνα, Anna Palaiologina, 1306年 - 1366年）と結婚し、2男2女を儲けた。
- エイレーネー（Ειρήνη Παλαιολογίνα, 1327年 - 1356年以降） - ブルガリア帝国共治帝ミハイル・アセン（Mikhail Asen, 1324年 - 1355年, イヴァン・アレクサンダル・アセン帝の息子）の妻。
- ヨハネス5世（1332年 - 1391年） - 東ローマ皇帝（1341年 - 1391年）
- ミカエル（Μιχαήλ Παλαιολόγος, Michael Palaiologos, 1337年 - ?） - 専制公
- マリア（Μαρία, Maria, ? - 1384年8月6日?） - 1355年にレスボス島のジェノヴァ人君主フランチェスコ1世ガッティルシオと結婚。フランチェスコ2世、アンドロニコ、ドメニコと三人の息子を生んだ。1384年8月6日の大地震で夫と息子達（フランチェスコ2世を除く）と共に死亡(?)。

以下はアンドロニコスの子供である事は確実であるが、アンナとの子供であるか未詳、もしくは明らかに庶子である。
- テオドロス・パレオロゴス（Θεόδωρος Παλαιολόγος, Theodoros Palaiologos） - 護衛隊司令官。アンドロニコスの子供ではないとする説もある。[要出典]
- エイレーネー・パレオロギナ・コムネネ（Ειρήνη Παλαιολογίνα Κομνηνή, Eirene Palaiologina Komnene） - 庶子。1335年にトレビゾンド皇帝バシレイオス1世メガス・コムネノスと結婚。夫の死後短期間トレビゾンドを統治（1340年 - 1341年）。廃位・追放され、1341年8月10日にはコンスタンティノポリスに帰国。
- 娘（名不明） - 庶子。ジョチ・ウルス支配者ウズベク・ハンと結婚。